# Zwijnebeek
De Zwijnebeek (Frans: Zwyne Becque) is een riviertje in het stroomgebied van de IJzer.  Het komt door de Noord-Franse gemeente Rekspoede, en vormt even de grens tussen het Franse Oostkappel en het Belgische Poperinge vóór het op de grens in Bambeke samenvloeit met de IJzer.